# HD 185859
HD 185859，又名BD+20 4218，SAO 87542、HR 7482，是一颗恒星，视星等为6.5，位于銀經56.64，銀緯-1，其B1900.0坐标为赤經19h 36m 6s，赤緯+20° -1′ 44″。